# Långtjärnet (Eda socken, Värmland, 663885-131314)
Långtjärnet är en sjö i Eda kommun i Värmland och ingår i Göta älvs huvudavrinningsområde.